# Arkadiusz Leniart
Arkadiusz Leniart (ur. 20 czerwca 1991 w Warszawie) – polski szachista, arcymistrz (2020).

## Kariera szachowa
Jest wielokrotnym medalistą mistrzostw Polski juniorów: trzykrotnie złotym (Kołobrzeg 2001 - do lat 10, Wisła 2003 - do lat 12, Turek 2004 - do lat 14), srebrnym (Łeba 2006 - do lat 16) oraz dwukrotnie brązowym (Kołobrzeg 2002 - do lat 12, Łeba 2005 - do lat 16. Wielokrotnie reprezentował również Polskę na mistrzostwach świata i Europy juniorów w różnych kategoriach wiekowych, m.in. w roku 2006 zajmując V m. na mistrzostwach Europy do lat 16, rozegranych w Hercegu Novim.
W roku 2003 podzielił I m. w Gausdal. W 2004 w Koszalinie zdobył wraz z drużyną Damis Warszawa srebrny medal drużynowych mistrzostw Polski juniorów oraz zajął X m. w otwartym turnieju Aerofłot Open C w Moskwie. W 2006 zajął III m. w turnieju Corus 2006 Group 1B oraz zdobył drugi srebrny medal (w barwach Polonii TradeTrans Warszawa) na drużynowych mistrzostwach Polski juniorów w Szklarskiej Porębie. W 2007 odniósł największy sukces w dotychczasowej karierze, zajmując II m. w bardzo silnie obsadzonym turnieju otwartym Aerofłot Open A2 w Moskwie i wypełniając normę na tytuł arcymistrza. W 2008 r. zajął II m. (za Manuelem Bosboomem) w jednym z rezerwowych turniejów festiwalu Corus w Wijk aan Zee. W 2010 r. podzielił I m. (wspólnie z Marianem Jurcikiem, Evą Repkovą i Robertem Cvekiem) w otwartych mistrzostwach Słowacji w Bańskiej Szczawnicy. W 2014 r. podzielił I m. (wspólnie z Wołodymyrem Małaniukiem) w cyklicznym turnieju Cracovia w Krakowie.
Najwyższy ranking w dotychczasowej karierze osiągnął 1 grudnia 2019 r., z wynikiem 2508 punktów zajmował wówczas 24. miejsce wśród polskich szachistów.
Na emeryturze szachowej od 2024 roku.